# Liste der Nummer-eins-Hits in Australien (1949)
| ← 1948 ← | Liste der Nummer-eins-Hits in Australien | Liste der Nummer-eins-Hits in Australien                                                                  | Liste der Nummer-eins-Hits in Australien                          | 1950 →                                                                           |
| \| Zeitraum \| Wo. ges. \| Interpret \| Titel Autor(en) \| Zusätzliche Informationen \| \| (Zeitraum, Wochen auf Platz eins, Interpret, Titel, Autor[en], zusätzliche Informationen) \| \| \| \| \| \| ----------------------------------------------------------------------------------------- \| -------- \| --------------------------------------------------------------------------------------------------------- \| ----------------------------------------------------------------- \| -------------------------------------------------------------------------------- \| \| 1. Januar 1949 – 7. Januar 1949 1 Woche (insgesamt 1) \| 1 \| Dick Haymes & The Andrews Sisters with Vic Schoen & his Orchestra \| Teresa Babe Russin, Jack Hoffman \| - \| \| 8. Januar 1949 – 8. April 1949 13 Wochen (insgesamt 13) \| 13 \| Dinah Shore & her Happy Valley Boys Gene Autry \| Buttons and Bows Jay Livingston, Ray Evans \| aus Sein Engel mit den zwei Pistolen; Oscar-Nominierung 1949 für den besten Song \| \| 9. April 1949 – 13. Mai 1949 5 Wochen (insgesamt 5) \| 5 \| Perry Como & the Satisfiers with Russ Case & his Orchestra Tony Pastor & his Orchestra \| Rambling Rose Joe Burke, Joseph McCarthy \| - \| \| 14. Mai 1949 – 27. Mai 1949 2 Wochen (insgesamt 2) \| 2 \| Danny Kaye & the Andrews Sisters with the Harmonica Gentlemen Ray McKinley & his Orchestra \| Put 'em in a Box, Tie 'em with a Ribbon Jule Styne, Sammy Cahn \| - \| \| 28. Mai 1949 – 8. Juli 1949 6 Wochen (insgesamt 6) \| 6 \| Kay Kyser & his Orchestra, Vocal Chorus by Harry Babbitt & Gloria Wood \| (I'd Like to Get You on a) Slow Boat to China Frank Loesser \| - \| \| 9. Juli 1949 – 5. August 1949 4 Wochen (insgesamt 4) \| 4 \| Patty Andrews & Bob Crosby \| The Pussy Cat Song (Nyow! Nyot Nyow!) Dick Manning \| - \| \| 6. August 1949 – 19. August 1949 2 Wochen (insgesamt 2) \| 2 \| The Ink Spots Joe Loss & his Orchestra \| Say Something Sweet to Your Sweetheart Sid Tepper, Roy Brodsky \| - \| \| 20. August 1949 – 23. September 1949 5 Wochen (insgesamt 5) \| 5 \| Bing Crosby with Ken Darby Choir Joe Loss & his Orchestra \| Far Away Places Joan Whitney, Alex Kramer \| - \| \| 24. September 1949 – 7. Oktober 1949 2 Wochen (insgesamt 2) \| 2 \| Evelyn Knight & the Stardusters Swing and Sway with Sammy Kaye, Vocal Refrain by the Three Kaydets \| Powder Your Face with Sunshine Carmen Lombardo, Stanley Rochinski \| - \| \| 8. Oktober 1949 – 4. November 1949 4 Wochen (insgesamt 4) \| 4 \| Buddy Clark & with Mitchell Ayres & his Orchestra Larry Green & his Orchestra, Vocal Refrain by Ray Dorey \| It's a Big, Wide, Wonderful World John Rox \| - \| \| 5. November 1949 – 9. Dezember 1949 5 Wochen (insgesamt 5) \| 5 \| Vaughn Monroe & his Orchestra Bing Crosby with the Ken Darby Singers & Perry Botkin & his Orchestra \| Riders in the Sky (A Cowboy Legend) Stan Jones \| - \| \| 10. Dezember 1949 – 23. Dezember 1949 2 Wochen (insgesamt 2) \| 2 \| Evelyn Knight & the Stardusters Joe Loss & his Orchestra \| A Little Bird Told Me Harvey Brooks \| - \| \| 24. Dezember 1949 – 3. Februar 1950 6 Wochen (insgesamt 6) \| 6 \| Burl Ives with Captain Stubby & the Buccaneers Dinah Shore with Sonny Burke & his Orchestra \| Lavender Blue (Dilly Dilly) Eliot Daniel, Larry Morey \| aus So Dear to my Heart; Oscar-Nominierung 1949 für den besten Song \| |                                          | |                                                                   |                                                                                  |
| ← 1948 |                                          | |                                                                   | → 1950 →                                                                         |
| Zeitraum | Wo. ges.                                 | Interpret                                                                                                 | Titel Autor(en)                                                   | Zusätzliche Informationen                                                        |
| (Zeitraum, Wochen auf Platz eins, Interpret, Titel, Autor[en], zusätzliche Informationen) |                                          | |                                                                   |                                                                                  |
| 1. Januar 1949 – 7. Januar 1949 1 Woche (insgesamt 1) | 1                                        | Dick Haymes & The Andrews Sisters with Vic Schoen & his Orchestra                                         | Teresa Babe Russin, Jack Hoffman                                  | -                                                                                |
| 8. Januar 1949 – 8. April 1949 13 Wochen (insgesamt 13) | 13                                       | Dinah Shore & her Happy Valley Boys Gene Autry                                                            | Buttons and Bows Jay Livingston, Ray Evans                        | aus Sein Engel mit den zwei Pistolen; Oscar-Nominierung 1949 für den besten Song |
| 9. April 1949 – 13. Mai 1949 5 Wochen (insgesamt 5) | 5                                        | Perry Como & the Satisfiers with Russ Case & his Orchestra Tony Pastor & his Orchestra                    | Rambling Rose Joe Burke, Joseph McCarthy                          | -                                                                                |
| 14. Mai 1949 – 27. Mai 1949 2 Wochen (insgesamt 2) | 2                                        | Danny Kaye & the Andrews Sisters with the Harmonica Gentlemen Ray McKinley & his Orchestra                | Put 'em in a Box, Tie 'em with a Ribbon Jule Styne, Sammy Cahn    | -                                                                                |
| 28. Mai 1949 – 8. Juli 1949 6 Wochen (insgesamt 6) | 6                                        | Kay Kyser & his Orchestra, Vocal Chorus by Harry Babbitt & Gloria Wood                                    | (I'd Like to Get You on a) Slow Boat to China Frank Loesser       | -                                                                                |
| 9. Juli 1949 – 5. August 1949 4 Wochen (insgesamt 4) | 4                                        | Patty Andrews & Bob Crosby                                                                                | The Pussy Cat Song (Nyow! Nyot Nyow!) Dick Manning                | -                                                                                |
| 6. August 1949 – 19. August 1949 2 Wochen (insgesamt 2) | 2                                        | The Ink Spots Joe Loss & his Orchestra                                                                    | Say Something Sweet to Your Sweetheart Sid Tepper, Roy Brodsky    | -                                                                                |
| 20. August 1949 – 23. September 1949 5 Wochen (insgesamt 5) | 5                                        | Bing Crosby with Ken Darby Choir Joe Loss & his Orchestra                                                 | Far Away Places Joan Whitney, Alex Kramer                         | -                                                                                |
| 24. September 1949 – 7. Oktober 1949 2 Wochen (insgesamt 2) | 2                                        | Evelyn Knight & the Stardusters Swing and Sway with Sammy Kaye, Vocal Refrain by the Three Kaydets        | Powder Your Face with Sunshine Carmen Lombardo, Stanley Rochinski | -                                                                                |
| 8. Oktober 1949 – 4. November 1949 4 Wochen (insgesamt 4) | 4                                        | Buddy Clark & with Mitchell Ayres & his Orchestra Larry Green & his Orchestra, Vocal Refrain by Ray Dorey | It's a Big, Wide, Wonderful World John Rox                        | -                                                                                |
| 5. November 1949 – 9. Dezember 1949 5 Wochen (insgesamt 5) | 5                                        | Vaughn Monroe & his Orchestra Bing Crosby with the Ken Darby Singers & Perry Botkin & his Orchestra       | Riders in the Sky (A Cowboy Legend) Stan Jones                    | -                                                                                |
| 10. Dezember 1949 – 23. Dezember 1949 2 Wochen (insgesamt 2) | 2                                        | Evelyn Knight & the Stardusters Joe Loss & his Orchestra                                                  | A Little Bird Told Me Harvey Brooks                               | -                                                                                |
| 24. Dezember 1949 – 3. Februar 1950 6 Wochen (insgesamt 6) | 6                                        | Burl Ives with Captain Stubby & the Buccaneers Dinah Shore with Sonny Burke & his Orchestra               | Lavender Blue (Dilly Dilly) Eliot Daniel, Larry Morey             | aus So Dear to my Heart; Oscar-Nominierung 1949 für den besten Song              |

Siehe auch: Nummer-eins-Hits 1949 in den Vereinigten Staaten.